# Civrac-en-Médoc
Civrac-en-Médoc – miejscowość i gmina we Francji, w regionie Nowa Akwitania, w departamencie Żyronda.
Według danych na rok 1990 gminę zamieszkiwało 510 osób, a gęstość zaludnienia wynosiła 28 osób/km² (wśród 2290 gmin Akwitanii Civrac-en-Médoc plasuje się na 707. miejscu pod względem liczby ludności, natomiast pod względem powierzchni na miejscu 604.).